# Osmi putnik (glazbeni sastav)
Osmi putnik je splitski rock i heavy metal sastav, osnovan 7. svibnja 1985. godine. Ime je dobio po hrvatskom prijevodu američkog filma Alien (Osmi putnik). Tadašnji prvi vokal bio je Zlatan Stipišić Gibonni. Bili su jedni od najpopularnijih rock sastava na prostorima bivše Jugoslavije. U svojoj glazbenoj karijeri objavili su šest studijskih albuma.

## Povijest sastava

### Osnivanje
Sastav su osnovali pjevač Zlatan Stipišić, bas-gitarist Davor Gradinski Dado, te gitarist Nenad Mitrović Mitar. Oni su bili dio "otpadničke" struje splitskog benda Fileas Fog.
Sastavu se kasnije pridružio i gitarist Igor Makić te bubnjar Dražen Krolo i u ovom postavu sastav je svoj prvi koncert održao 1. kolovoza 1985. nastupajući zajedno sa skupinom Zabranjenim pušenjem na splitskim Gripama. Mjesec dana nakon toga osvajaju prvo mjesto na Dalmatinskim omladinskim rock susretima. Uskoro dolazi do promjena u sastavu i iz njega odlaze Igor Makić i Dražen Krolo, koje zamjenjuju gitarist Bojan Antolić Božo, te bubnjar Mario Kuzmić Kuzma. U toj postavi sastav pobjeđuje na zagrebačkoj "Stereoviziji" s pjesmom "Lutko moja takav sam ti ja...", postajući sve popularniji među rock publikom diljem bivše Jugoslavije. Nedugo zatim iz sastava odlazi Mario Kuzmić i na njegovo mjesto dolazi Miro Marunica Marun. Slijede brojni nastupi i potpisivanje ugovora s tadašnjom diskografskom kućom Jugotonom (danas Croatia Records) u čijem je izdanju izašao njihov prvi album Ulična molitva. Album se prodao u srebrnoj nakladi.

### Studio, albumi, koncert
Sastav nastavlja s koncertnom promocijom albuma, u sklopu koje svira i na prvom tradicionalnom HM festivalu u Sarajevu. 1987. godine sastav popisuje novi izdavački ugovor s izdavačkom kućom PGB RTB i s producentom Mirkom Krstičevićem (basist iz sastava Metak) snima svoj drugi studijski album Glasno, glasnije, na kojem u istoimenoj pjesmi gostuju i nogometaši Hajduka iz Splita, Vulić, Jerolimov, Andrijašević i Pralija, a sama pjesma je i napravljena kao podrška nogometnom klubu.
Nakon snimanja albuma iz sastava odlazi Marun, a na njegovo mjesto dolazi Mirjan Jovanović Tošo, a iste je godine sastav izabran za skupinu godine po izboru čitatelja 'Rock" magazina'. Album Glasno, glasnije po istom izboru osvaja drugo mjesto za album godine odmah iza albuma Kao kakao, makedonskog sastava Leb i sol. Sastav početkom 1988. godine ulazi u studio i snima svoj treći album Drage sestre moje... nije isto bubanj i harmonika, uz kojeg je objavljen i prvi singl "Mi smo majstori".

### Odlazak Gibonnija
Samo nekoliko mjeseci nakon što je objavljen album Drage sestre moje... nije isto bubanj i harmonika, zbog velikog pritiska radi neriješenog pitanja menadžmenta Gibonni odlazi iz sastava, a zamjenjuje ga Marsel Benzon, dok Mirjana Jovanovića zamjenjuje Petar Šantić Peki. Stipišić prelazi u bosanskohercegovački heavy metal sastav Divlje jagode u kojem ostaje godinu dana, a početkom devedesetih počinje svoju uspješnu solo karijeru. Sastav je nastavio s koncertnom aktivnošću s Marsellom Benzonom kao pjevačem, no trojica članova dobivaju poziv za odsluženje vojnoga roka. Sastav miruje do 2002. godine kada se ponovno okupljaju Bojan Božo Antolić, Davor Dado Gradinski i Mirjan Jovanović Tošo kojima se priključuju vokal Dean Clea Brkić (iz sastava Pandora) te gitarist Kristian Krista Barišić (iz sastava Kompleks K).

### Nakon ponovnog okupljanja
Nakon pune dvije godine od okupljanja, 2004. godine započelo se sa snimanjem albuma Živ i ponosan koji izlazi sredinom svibnja 2005. godine za izdavačku kuću Dancing Bear (Hrvatska), te za One Records (Srbija) pritom obilježavajući i dvadeset godina od osnutka sastava. Album se snimao i pripremao u studiju Pandora Box, pod produkcijskom palicom Deana Clea Brkića. Na materijalu se nalaze stare uspješnice "Glasno, glasnije" i "Srce od kamena".
Dana 11. lipnja 2006. godine nastupili su kao predskupina na koncertu britanske hard rock skupine Motörhead. Nakon niza uspješnih koncertnih nastupa u zemljama u okružju, sastav početkom 2010. godine ulazi u studio i započinje sa snimanjem novog, petog po redu albuma pod imenom Tajna. Za produkciju je i ovaj put bio zadužen karizmatični frontmen sastava Dean Clea Brkić. Album je objavljen 31. srpnja 2010. godine te sadrži 11 novih pjesama među kojima se nalazi i obrada pjesme Zdravka Čolića, "Glavo luda".
Dana 23. kolovoza 2013. godine Dean Clea Brkić na Facebooku objavljuje kako više nije član sastava. Ubrzo nakon Osmi putnik raspisuje audiciju za novog pjevača sastava. Nakon što nisu našli nekoga koji bi se, karizmom i vokalnim sposobnostima, dobro uklopio u sastav, gitarist Bojan Božo Antolić pozvao je svog dugogodišnjeg prijatelja Giuliana Đanića da im se pridruži. Prvi koncert s Giulianom održao se 8. srpnja 2014. godine na splitskoj rivi u sklopu Revije urbane kulture - EVO RUKE.

## Diskografija
- Ulična molitva (1986., Jugoton)
- Glasno, glasnije (1987. PGP RTB)
- Drage sestre moje... nije isto bubanj i harmonika (1988., PGP RTB)
- Živ i ponosan (2005., Dancing Bear, One Records)
- Tajna (2010., Croatia Records, One Records)
- Rock 'n' roll se kući vratio (2021., Croatia Records)

## Članovi sastava

#### Sadašnja postava
- Mario Čuljak - Vokalist sastava. Angažiran je i sa sastavom Stimulans.
- Ivan Dabro - U sastavu svira bass gitaru. Bio je angažiran i s bendom Marka Perkovića Thompsona te sastavom Stimulans.
- Ivan Jurić - U sastavu svira gitaru. Angažiran je i u akustičnom sastavu The Fire.
- Bojan Božo Antolić (Vukovar, 8. studenog 1963.) - U sastavu svira gitaru. Nastupao je još u skupinama Vatrene ulice i Hladna točka. Svira na modelu gitare Ibanez S 570 Deluxe. Neki od glazbenih uzora su mu Steve Lukather, Michael Romeo, Yngwie J. Malmsteen, Paul Gilbert, Vinnie Moore, Adrian Smith, Ronnie Le Tekro.
- Danijel Stoja Stojan (Split,1976.) - U sastavu svira bubnjeve. Bio je angažiran još i u sastavima Čuvari svirala i Pandora.

### Bivši članovi
- Zlatan Stipišić Gibonni (Split, 13. kolovoza 1968.) u sastavu je bio na mjestu prvog vokala. Nakon što je napustio sastav Osmi putnik i posvetio se svojoj solo karijeri, nastupao je još u skupinama V2, Divlje jagode, Fileas Fog
- Dean Clea Brkić (Split, 19. svibnja 1977.) - U sastavu je na mjestu prvog vokala. Bio je još angažiran u skupinama Pandora, Dissector, Živo blato, Witchcraft. Opremu koju koristi je Shure Beta 58, Rhode Classic, TL Audio Tube Preamp Ivory. Među najdražim pjevačima su mu David Coverdale, Ronnie James Dio, Glenn Hughes, Jeff Scott Soto, Daniel Gildenlow, Jorn Lande, Mats Leven, Goran Edman, Tony Martin, Lou Gramm, Oliver Hartmann, Bob Catley, Dave Bickler, Jimi Jamison, Bruce Dickinson, Geoff Tate, Tony Harnell. U zadnje je vrijeme angažiran kao ton majstor na raznim koncertima.
- Kristian Krista Barišić (Split, 15. svibnja 1981.) - U sastavu svira gitaru. Nastupao je u skupinama Kompleks K, Ivana & Lolite, Wizardland. Koristi model gitare Ibanez RG550 LTD. Neki od najdražih gitarista su mu Paco De Lucia, Steve Lukather, John Petrucci, Yngwie J.Malmsteen, Steve Vai.
- Davor Dado Gradinski (Split, 8. svibnja 1968.) - U sastavu svira bas-gitaru, također je bio angažiran u sastavima Witchcraft, Vatrene ulice i Black Dog. Oprema koju koristi je Ibanez i Hagstrom Bass. Uzor su mu basisti Billy Sheehan, Steve Harris, Mike LePond i John Myung.
- Alen Koljanin - gitare
- Miro Marun Marunica (Split, 18. rujna 1964.), u sastavu je svirao bubnjeve, a nastupao je još u skupinama Osmi putnik, Fileas Fog, Vukojarac.
- Nenad Mitar Mitrović (Zagreb, 27. siječnja 1963.), svirao gitaru i osim Osmog putnika također je još bio član sastava Hladna točka.
- Marsel Benzon - vokal
- Petar Šantić Peki - bubnjevi
- Mirjan Jovanović Tošo - bubnjevi

## Vanjske poveznice
- Službene stranice sastava  Arhivirana inačica izvorne stranice od 4. svibnja 2011. (Wayback Machine)
- Službene myspace stranice sastava
- Diskografija Osmog putnika
- Stranice obožavatelja Zlatana Stipišića  Arhivirana inačica izvorne stranice od 26. svibnja 2007. (Wayback Machine)